# Liste der Auslandsvertretungen Costa Ricas

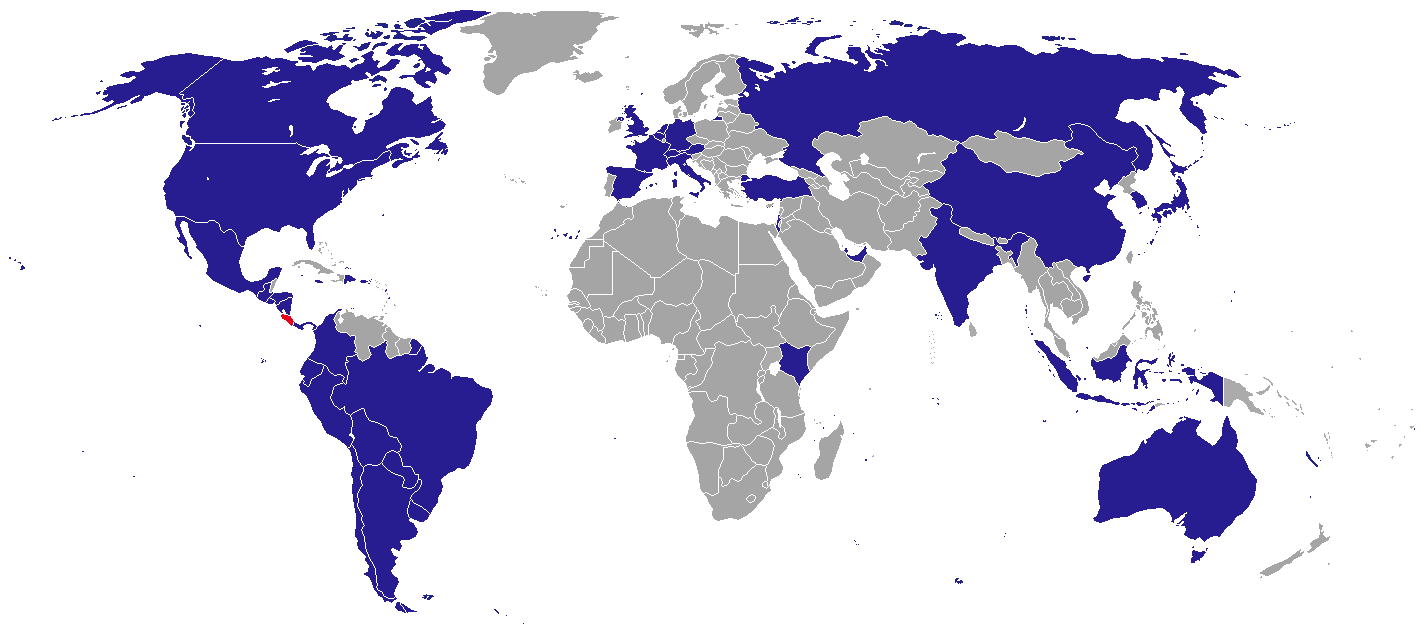
Standorte der diplomatischen Vertretungen Costa Ricas

Dies ist eine Liste der diplomatischen und konsularischen Vertretungen Costa Ricas.

## Diplomatische und konsularische Vertretungen

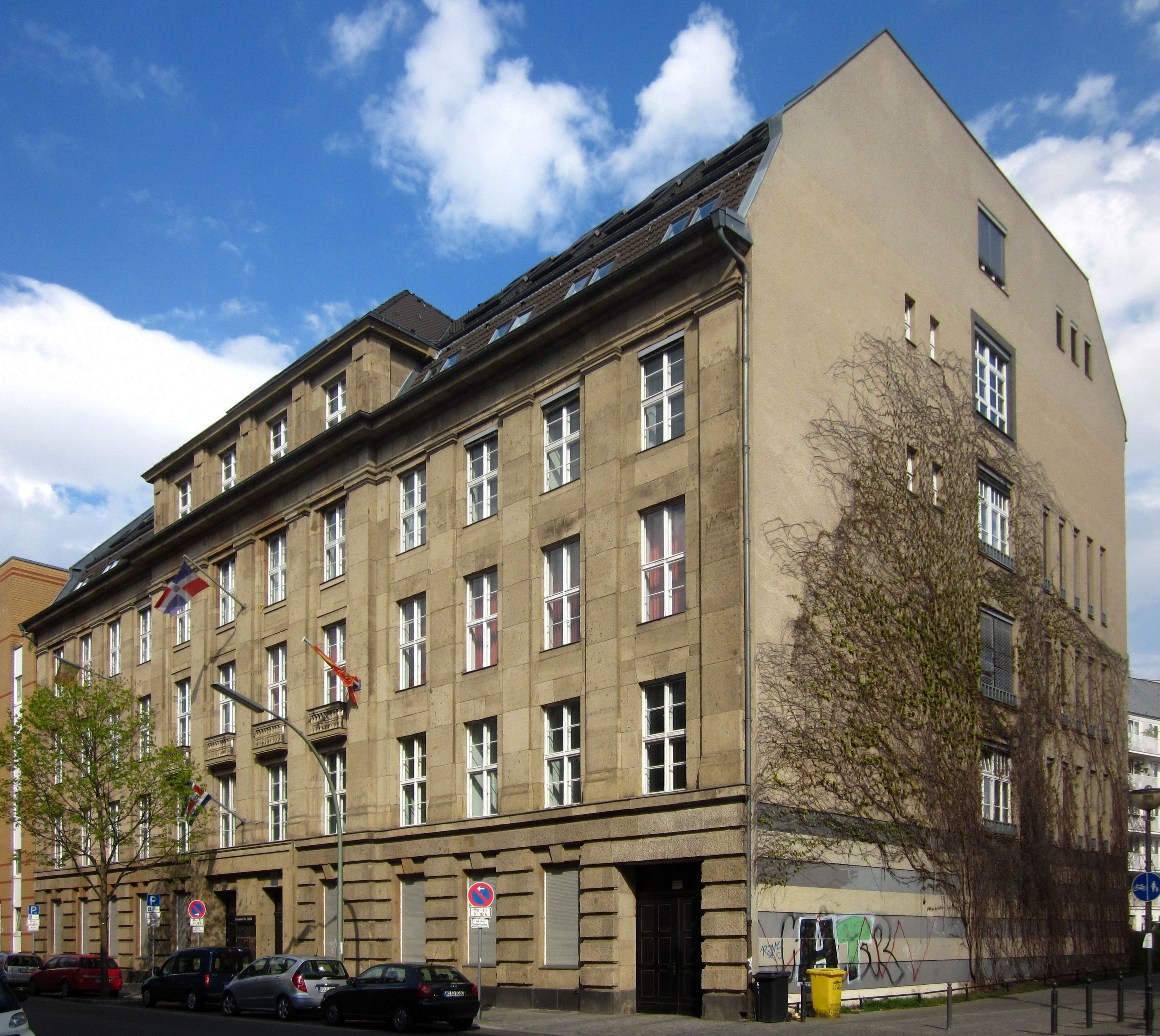
Costa-ricanische Botschaft in Berlin

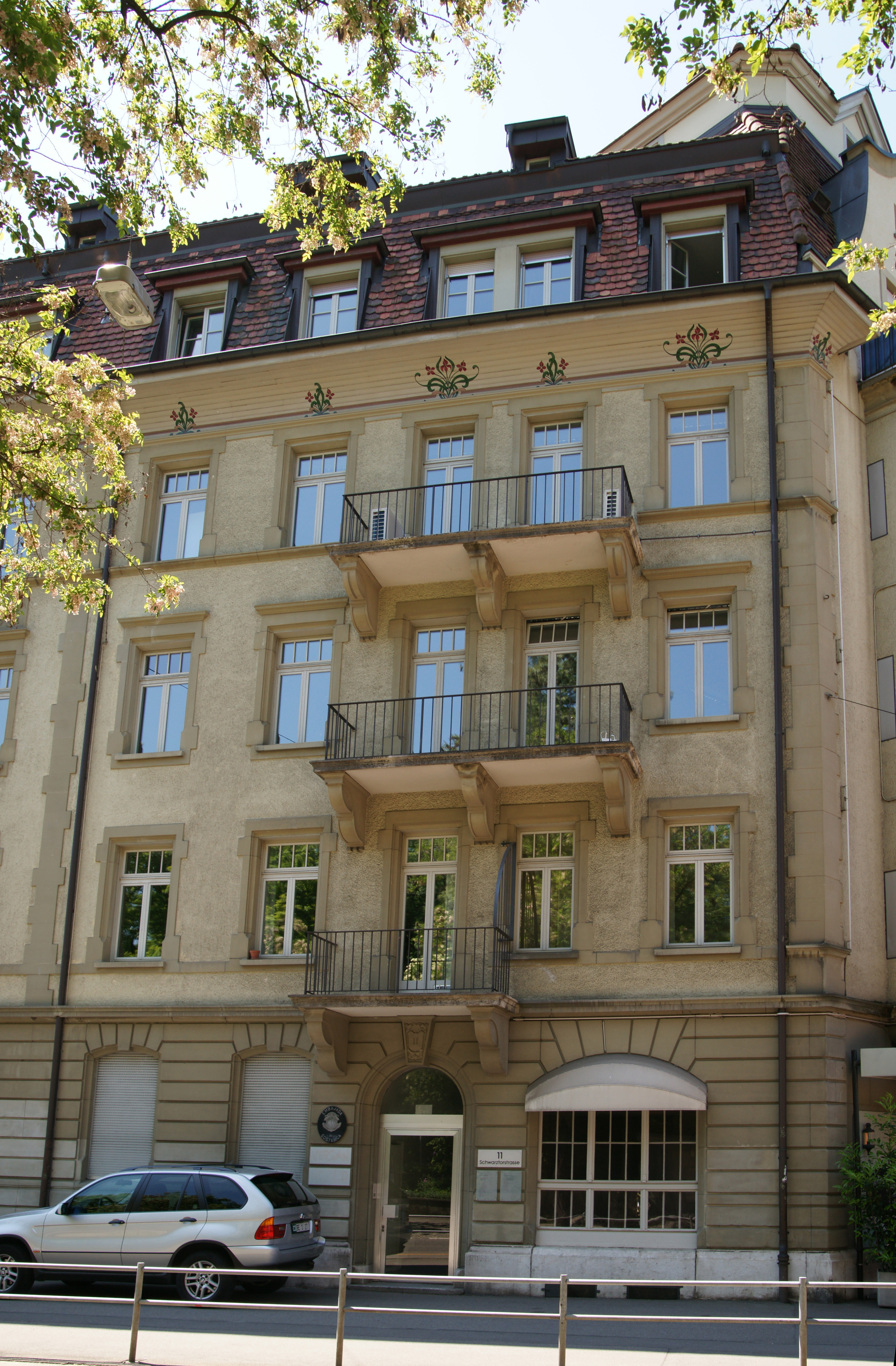
Costa-ricanische Botschaft in Bern

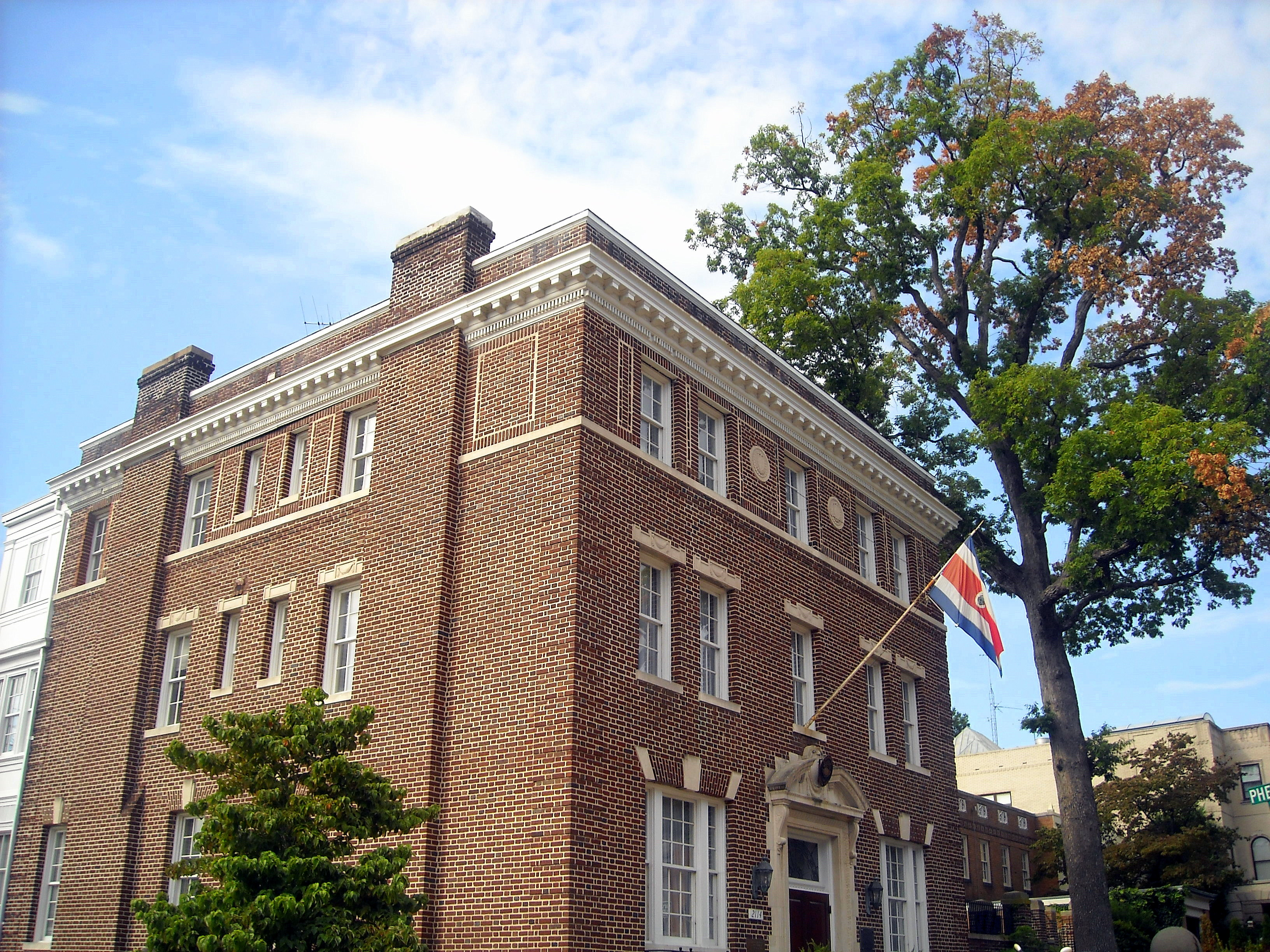
Costa-ricanische Botschaft in Washington, D.C.

### Afrika
- Kenia: Nairobi, Botschaft

### Asien
| - Volksrepublik China: Peking, Botschaft - : Shanghai, Generalkonsulat - Indien: Neu-Delhi, Botschaft - Indonesien: Jakarta, Botschaft - Israel: Tel Aviv, Botschaft - Japan: Tokyo, Botschaft | - Katar: Doha, Botschaft - Südkorea: Seoul, Botschaft - Singapur: Singapur, Botschaft - Türkei: Ankara, Botschaft - Vereinigte Arabische Emirate: Abu Dhabi |

### Australien und Ozeanien
- Australien: Sydney, Generalkonsulat

### Europa
| - Belgien: Brüssel, Botschaft - Deutschland: Berlin, Botschaft - Frankreich: Paris, Botschaft - Italien: Rom, Botschaft - Niederlande: Den Haag, Botschaft | - Österreich: Wien, Botschaft - Russland: Moskau, Botschaft - Schweiz: Bern, Botschaft - Spanien: Madrid, Botschaft - Vereinigtes Königreich: London, Botschaft |

### Nordamerika
| - Belize: Belmopan, Botschaft - Dominikanische Republik: Santo Domingo, Botschaft - El Salvador: San Salvador, Botschaft - Guatemala: Guatemala-Stadt, Botschaft - Honduras: Tegucigalpa, Botschaft - Jamaika: Kingston, Botschaft - Kanada: Ottawa, Botschaft - Kanada: Toronto, Generalkonsulat - Kuba: Havanna, Botschaft - Mexiko: Mexiko-Stadt, Botschaft - Mexiko: Guadalajara, Generalkonsulat - Nicaragua: Managua, Botschaft - Nicaragua: Chinandega, Konsulat - Panama: Panama-Stadt, Botschaft - Panama: David, Konsulat | - Trinidad und Tobago: Port of Spain, Botschaft - Vereinigte Staaten: Washington, D.C., Botschaft - Vereinigte Staaten: Atlanta, Generalkonsulat - Vereinigte Staaten: Chicago, Generalkonsulat - Vereinigte Staaten: Houston, Generalkonsulat - Vereinigte Staaten: Los Angeles, Generalkonsulat - Vereinigte Staaten: Miami, Generalkonsulat - Vereinigte Staaten: New York, Generalkonsulat - Vereinigte Staaten: San Juan, Puerto Rico, Generalkonsulat |

### Südamerika
| - Argentinien: Buenos Aires, Botschaft - Bolivien: La Paz, Botschaft - Brasilien: Brasília, Botschaft - Chile: Santiago de Chile, Botschaft - Ecuador: Quito, Botschaft | - Kolumbien: Bogotá, Botschaft - Paraguay: Asunción, Botschaft - Peru: Lima, Botschaft - Uruguay: Montevideo, Botschaft - Venezuela: Caracas, Botschaft |

## Vertretungen bei internationalen Organisationen
- Vereinte Nationen: New York, Ständige Mission
- Vereinte Nationen: Genf, Ständige Mission
- OAS: Washington, D.C., Ständige Mission
- Heiliger Stuhl: Vatikanstadt, Botschaft